# Black Sparrow Press
Black Sparrow Press és una editorial independent estatunidenca amb seu a Nova Anglaterra, coneguda per publicar llibres de ficció literària i poesia.

## Història

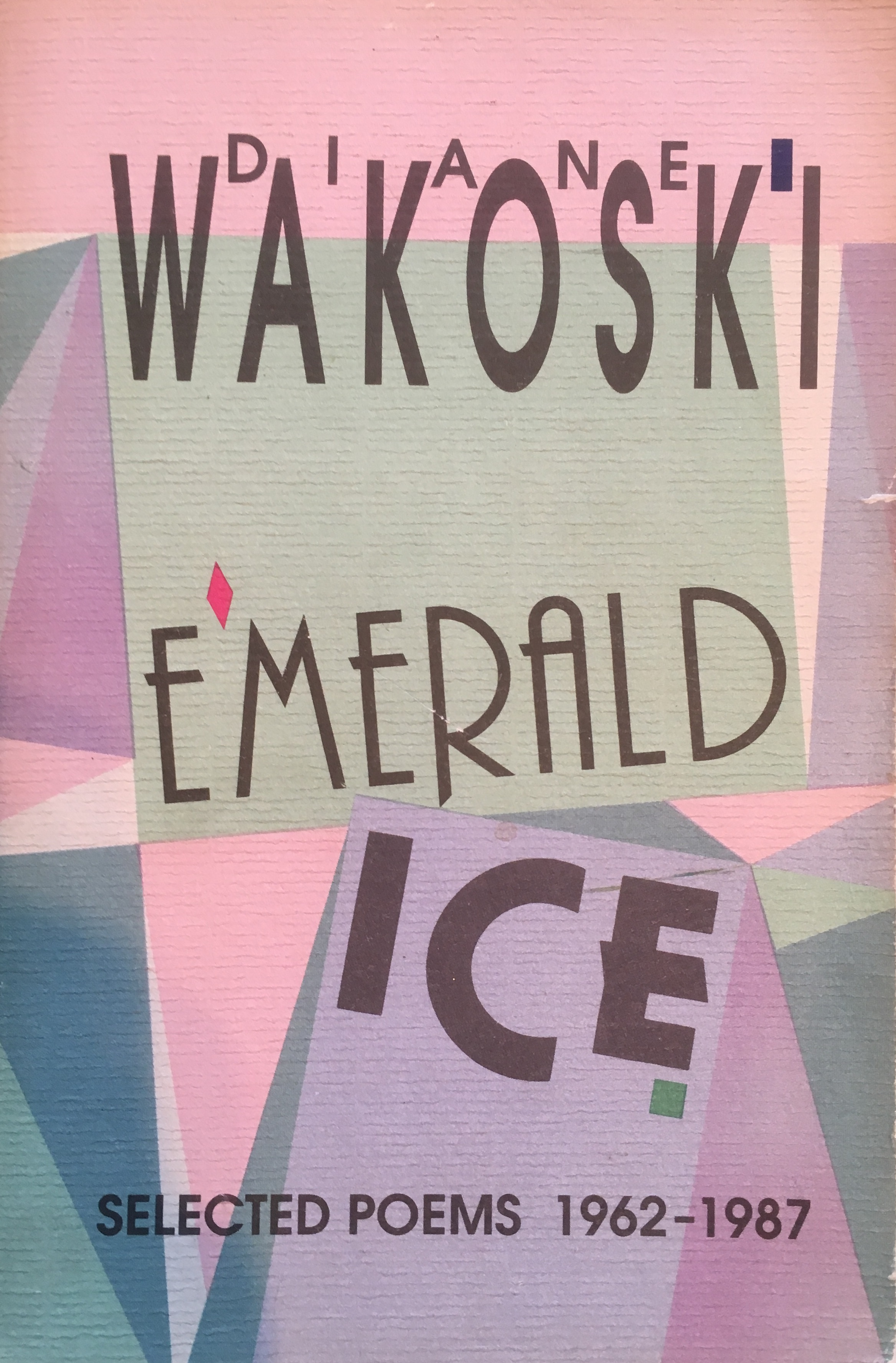

Black Sparrow va ser fundada a Los Angeles l'any 1966 per John Martin a fi de publicar les obres de Charles Bukowski i altres autors d'avantguarda com John Fante i Paul Bowles. Barbara Martin va cofundar l'editorial amb el seu marit i, com a dissenyadora principal de l'empresa, va ser responsable de les seves cobertes distintives i atrevides. Després de 35 anys i 700 títols, John Martin va vendre l'empresa l'any 2002.
A principis del 2020, Black Sparrow va publicar Wicked Enchantment: Selected Poems, la primera reedició de l'obra de Wanda Coleman des del traspàs de l'autora el 2013. El març de 2020, com a part d'un rellançament de la seva empresa matriu, Black Sparrow es va unir a Two Rivers Distribution, una marca d'Ingram, per a distribuir els seus títols arreu del món.